# André Schürrle
André Horst Schürrle, född 6 november 1990 i Ludwigshafen, Tyskland, är en tysk före detta fotbollsspelare. Schürrle spelade för bland annat Borussia Dortmund, Chelsea, Bayer Leverkusen, Fulham och Tysklands fotbollslandslag.

## Klubbkarriär
Den 25 juli 2018 lånades Schürrle ut till Fulham på ett låneavtal över två säsonger. Låneavtalet bröts efter säsongen 2018/2019 då Fulham blev nedflyttade från Premier League. Den 31 juli 2019 lånades Schürrle ut till ryska Spartak Moskva på ett låneavtal över säsongen 2019/2020. Den 1 juli 2020 meddelade Spartak Moskva att Schürrles låneavtal inte skulle förlängas och att han återvände till Borussia Dortmund. Den 17 juli 2020 meddelade Schürrle via sociala medier att han avslutar karriären vid 29 års ålder. 

## Landslagskarriär
Schürrle assisterade Mario Götze då han avgjorde VM-finalen 2014 i den 112:e minuten.